# Chiến dịch Duyện châu
Chiến dịch Duyện châu (chữ Hán: 兖州之战; phiên âm: Duyện châu chi chiến) là cuộc chiến tranh giành địa bàn Duyện châu giữa hai thế lực sứ quân Tào Tháo và Lã Bố vào cuối thời Đông Hán. Cuộc xung đột khởi đầu bằng việc Lã Bố tập kích hậu phương họ Tào ở Duyện châu trong khi Tào Tháo đi đánh Từ châu. Sau một thời gian dài giao tranh, cuối cùng Lã Bố hoàn toàn thất bại và phải triệt thoái, để Tào Tháo chiếm lại hết Duyện châu.

## Bối cảnh

### Tào Tháo nắm Duyện châu
Vào năm 192, lãnh chúa Tào Tháo đã bình định được quân Khăn Vàng và thu phục được nhân tâm ở khu vực Sơn Đông, Duyện châu. Trong hoàn cảnh người đứng đầu Duyện châu là Châu mục Lưu Đại và Thứ sử Bào Tín đều bị quân Khăn Vàng giết, Duyện châu vắng chủ; Tào Tháo đã được các quan lại địa phương và các thuộc hạ cũ của Lưu Đại tôn lên làm Duyện châu mục. Tào Tháo trở thành sứ quân cai trị Duyện châu với binh lực hùng hậu.
Năm 193, Tào Tháo nghi ngờ châu mục Từ châu là Đào Khiêm giết cha mình, liền đem quân đánh Từ châu để báo thù. Quân Tào chiếm lĩnh hơn 10 thành nhưng không bắt được Đào Khiêm. Tào Tháo vô cùng tức giận, cho quân tàn sát dân cư tại các thành thuộc Từ châu. Quân Tào chém giết hơn 10 vạn người ở năm thành Thủ Lự, Tuy Lăng, Hạ Khâu, Bành Thành, Phó Dương cùng các hương trấn sở thuộc. Không chỉ bản dân Từ châu mà nhiều người dân ở Thiểm Tây vì tránh nạn Lý Thôi-Quách Dĩ kéo về đó cũng bị hại.

### Trần Cung, Trương Mạc phát động binh biến
Thái thú quận Trần Lưu là Trương Mạc (dưới quyền Tào Tháo) cùng với em là Trương Siêu và mưu sĩ Trần Cung nghe tin Tào Tháo đồ sát dân Từ châu thì vô cùng thất vọng; không công nhận địa vị của ông ta ở Duyện châu nữa. Cả ba quyết định tìm vị thủ lĩnh mới để lật đổ họ Tào. Gặp lúc đó, Lã Bố (một mãnh tướng vô chủ) phiêu bạt từ chỗ Viên Thiệu sang, Trần Cung khuyên Trương Mạc rằng:
"Nay quân trong châu đi đánh miền đông, xứ này bỏ trống, Lã Bố là bậc tráng sĩ, thiện chiến không ai địch nổi, nên đến đón anh ta, để cùng lĩnh Duyện châu."
Trương Mạc nghe lời Trần Cung, bèn hợp mưu với hai tòng sự Hứa Dĩ, Vương Khải, cùng nhau đón Lã Bố về, tôn lên làm Duyện châu mục thay thế Tào Tháo. Lã Bố được cấp 10 vạn quân để chống lại họ Tào. Em trai Trương Mạc là Trương Siêu cũng cung ứng binh lương cho Lã Bố.
Lã Bố lấy Bộc Dương làm bản doanh, đem quân đánh chiếm các thành trì của Tào Tháo ở Duyện châu. Các quận huyện đều rơi vào tay Lã Bố, chỉ còn ba tòa thành là Nhân Thành, Đông An và Phạm Huyện do Tuân Úc và Trình Dục lập mẹo cố giữ vững, Lã Bố chưa đoạt được.

## Diễn biến

### Lã Bố phá Hạ Hầu Đôn
Tào Tháo sai tướng Hạ Hầu Đôn đưa quân vận, tư trang đến cho gia quyến của mình ở Yên Thành thì gặp Lã Bố, hai bên giao chiến. Bố giả vờ rút chạy về Bộc Dương, rồi dùng mưu tập kích phía sau, cướp quân nhu của Đôn.
Tiếp đó, Lã Bố lại bày kế sai người trá hàng, rồi bắt giữ Hạ Hầu Đôn làm con tin ngay giữa trướng. Trung quân của Đôn kinh hoàng chấn động, may nhờ có Hàn Hạo giữ cho quân tướng không rối loạn. Hàn Hạo dẫn quân đến vây trướng, đánh đuổi người của Lã Bố, cứu được Hạ Hầu Đôn.
Tào Tháo cuối cùng phải bỏ hẳn Từ châu, mang quân về lấy lại Duyện châu.

### Chiến sự Bộc Dương
Tào Tháo kéo quân về đến Duyện châu; thấy Lã Bố chỉ chiếm lấy Bộc Dương mà không đóng quân ra những nơi hiểm yếu như Kháng Phụ, Tế Ninh và bến đò Hoàng Hà, Tào Tháo cho rằng Lã Bố vô mưu, có ý coi thường, dẫn quân tấn công Bộc Dương.
Quân hai bên giao chiến tại Bộc Dương. Quân Tào phần đông là người Thanh châu mới theo hàng, không địch nổi quân Lã Bố. Lã Bố sử dụng mưu của Trần Cung, phá tan quân Tào ở Bộc Dương. Đại quân Tào Tháo bị thua lớn, doanh trại bị đốt cháy, bản thân Tào Tháo bị bỏng cánh tay trái và suýt nữa bị Lã Bố bắt sống. Trong bóng đêm, quân kỵ của Lã Bố đuổi đến nơi nhưng không biết mặt Tào Tháo, ông ta nhanh trí chỉ tay phía trước bảo rằng:
"Người cưỡi ngựa vàng chỗ kia là Tào Tháo."
Quân Lã Bố tiến lên phía trước truy đuổi, nhờ vậy Tào Tháo quay đầu chạy thoát nạn.
Sau đó Tào Tháo thu quân trở lại, cùng Lã Bố giữ nhau hơn 100 ngày ở Bộc Dương không đánh. Đến mùa thu năm 194, ở Duyện châu có nạn châu chấu hại lúa nên bị mất mùa, cả hai bên đều bị thiếu lương. Tào Tháo phải rút quân về Yên Thành, còn Lã Bố thu quân về Sơn Dương. 
Mùa đông năm 194, Tào Tháo mang quân về Đông A. Trong tình thế khó khăn, ông định phục tùng Viên Thiệu theo lời dụ nhưng mưu sĩ Trình Dục khuyên can không nên theo họ Viên mà nên tự lập. Tào Tháo liền từ bỏ ý định đó, tự thân đến gặp Viên Thiệu, mượn được thêm 5000 quân về đánh Lã Bố.

### Tào Tháo phản công
Đầu năm 195, Tào Tháo quyết định thay đổi chiến thuật đánh Lã Bố, dương đông kích tây khiến Lã Bố mệt mỏi. Ông ta chia quân làm nhiều ngả, một mặt điều một cánh quân đi đánh Định Đào. Lã Bố đi cứu; đến mùa hạ lại tấn công Cự Dã, bao vây hai tướng của Lã Bố là Tiết Lan và Lý Phong. 
Lã Bố cùng Trần Cung mang 1 vạn quân từ Định Đào đi cứu. Tào Tháo lợi dụng địa hình, dùng kế mai phục đánh bại Lã Bố trên đường rồi thúc quân đánh úp lấy Định Đào. Lã Bố và Trần Cung rút quân về Đông Mân. Tào Tháo hạ thành Cự Dã, giết chết Phong và Lan. 
Trong khi Lã Bố và Trần Cung còn đang lúng túng chưa biết cử động ra sao thì Tào Tháo đã điều các cánh quân của mình đi đánh chiếm các thành trì của Lã Bố ở Duyện châu. Lã Bố nghe tin mấy thành xung quanh bị hạ, hoang mang tột độ, bèn chạy về Từ châu theo Lưu Bị.
Ở Duyện châu chỉ còn hai anh em Trương Mạc, Trương Siêu ở Ung Khâu và Tang Hồng ở Đông Quận. Trương Mạc biết không thể đủ sức chống được Tào Tháo, bèn gửi gia quyến cho Trương Siêu, sai giữ Ung Khâu, còn mình đi Thọ Xuân cầu cứu Viên Thuật. Giữa đường, Trương Mạc bị thủ hạ phản lại và giết chết. Tào Tháo mang quân vây đánh Ung Khâu.
Tang Hồng sức yếu không cứu được Trương Siêu nên ngày đêm sai người đến Ký châu xin Viên Thiệu cứu Ung Khâu. Viên Thiệu nhất định không cứu Trương Siêu. Sau 4 tháng, Tào Tháo hạ được Ung Khâu, Trương Siêu tự sát. Tào Tháo giết hết gia quyến họ Trương. Tang Hồng vì việc này cũng tuyệt giao với Viên Thiệu và bị Thiệu cử binh giết chết.
Tào Tháo tái chiếm được Duyện châu.

## Hệ quả
Sau khi đánh bại Lã Bố và anh em Trương Mạc, Tào Tháo chính thức được vua Hán Hiến Đế phong làm Châu mục Duyện châu. Sau đó, Tào Tháo gửi lễ vật cống nạp cho Hiến Đế. Cuối cùng, sau bốn năm chiến đấu xung quanh địa bàn Duyện châu, Tào Tháo đã được triều đình công nhận và thiết lập vững chắc lãnh thổ đầu tiên của mình.
Việc Tào Tháo đánh đuổi Lã Bố khỏi Duyện châu có ảnh hưởng gián tiếp tới Lưu Bị ở Từ châu. Do bị Tào Tháo đánh thua, Lã Bố chạy sang Từ châu nương nhờ Lưu Bị. Chỉ thời gian ngắn sau, Lã Bố đánh úp chiếm lấy thủ phủ Hạ Phì của Lưu Bị, làm chủ toàn bộ Từ châu. Lưu Bị thế yếu phải nhường Từ châu cho Lã Bố và đem quân ra đóng ở Tiểu Bái - một quận thuộc Dự châu.

## Trong văn học
Trong tiểu thuyết Tam Quốc diễn nghĩa, trận đánh tại Duyện châu được La Quán Trung mô tả rất chi tiết và hấp dẫn ở hồi 11 và 12. Theo đó, quân Tào và Lã Bố có rất nhiều đợt giao tranh kịch tính.
Trận chiến bắt đầu ở hồi 11, Tào Tháo và Lã Bố giáp trận ngoài Bộc Dương, hai tướng Tào là Nhạc Tiến và Hạ Hầu Đôn giao phong với hai bộ tướng của Lã Bố là Trương Liêu và Tang Bá. Sau mấy chục hiệp bất phân thắng bại, Lã Bố nóng mắt vác kích xông vào khiến Tiến và Đôn đều thua bỏ chạy. Quân Lã Bố thắng trận.
Sau đó Tào Tháo mang quân tập kích trại Lã Bố, bị trúng mai phục. Khi bốn tướng của Lã Bố là Hác Manh, Tào Tính, Thành Liêm, Tống Hiến kéo quân ra thì quân Tào đã cùng đường, may nhờ có Điển Vi dùng tài ném kích phá vỡ đội hình quân Lã Bố rồi lao vào đánh các tướng địch. Bốn tướng Hác, Tào, Thành, Tống đấu không nổi Điển Vi đều chạy trốn cả. Tào Tháo mới nhân đó chạy thoát.
Sang hồi 12, nhà văn kể rằng Lã Bố dùng mưu của Trần Cung, sai một phú thương họ Điền giả làm nội ứng, viết thư dụ Tào Tháo vào thành. Quân Tào vào đến châu nha thì gặp phục binh. Một tiếng pháo vang lên, tiếng người hô dậy sóng: phía đông, Trương Liêu trổ ra; phía tây, Tang Bá chạy lại; hai cánh quân đánh dồn vào. Quân Tào chạy ra cửa bắc thì bị Hác Manh, Tào Tính đánh cho một trận; chạy ra cửa nam thì lại bị Cao Thuận, Hầu Thành chặn đánh. Trong thế nguy cấp, Tào Tháo thậm chí đụng mặt Lã Bố nhưng trong đêm Lã Bố không biết mặt ông ta cho nên Tào Tháo được thoát, cùng Điển Vi chạy về đại trại. Sau đó cả hai bên cùng lui binh do thiếu lương.
Sau một thời gian, Tào Tháo bình định khu vực Nhữ Nam, Dĩnh Xuyên và thu phục hổ tướng Hứa Chử, thế quân Tào mạnh lên, Tào Tháo quay binh lại đánh Lã Bố. Quân Tào đánh chiếm Duyện châu, Hứa Chử giao đấu chém chết Lý Phong; Lã Kiền bắn tên giết chết Tiết Lan.
Tào Tháo thừa thắng kéo đến Bộc Dương; Lã Bố tự ra giao chiến. Thấy Lã Bố khỏe mạnh, họ Tào sai một lúc sáu tướng là Hạ Hầu Đôn, Hạ Hầu Uyên, Hứa Chử, Điển Vi, Lý Điển, Nhạc Tiến ra đấu với Lã Bố. Một mình Lã Bố chống cự không xuể, phải chạy về Bộc Dương thì họ Điền lại phản Lã Bố để hàng Tào. Lã Bố chạy sang Định Đào. Quân Tào lấy xong Bộc Dương, thừa thắng truy kích Lã Bố đến Định Đào, dùng kế mai phục khiến toàn quân Lã Bố đại bại. Bố thế cùng, nhặt nhạnh tàn quân về theo Lưu Bị. Trương Siêu tự vẫn, Trương Mạc trốn sang Viên Thuật. Một xứ Sơn Đông về tay Tào Tháo.